# Општина Ружинци
Општина Ружинци (буг. Община Ружинци) је општина на северозападу Бугарске и једна од једанаест општина Видинске области. Општински центар је село Ружинци. Према подацима пописа из 2021. године општина је имала 3.299 становника. Простире се на површини од 232,56 km².
Границе општине су следеће:
- На југозападу – општина Чупрене
- На северозападу – општина Димово
- На североистоку – општина Лом, Монтанска област
- На истоку – општина Брусарци, Монтанска област
- На југоистоку – општина Монтана, Монтанска област
- На југу – општина Ћипровци, Монтанска област

## Насељена места
Општину чине десет села:
- Бело Поле
- Ђургич
- Динково
- Дражинци
- Дреновец
- Плешивец
- Роглец
- Ружинци
- Тополовец
- Черно Поле